# カジュカトゥリ
カジュカトゥリ、カジュカトリ (直訳: カシューナッツのスライス) はインドのデザートである。カジュはカシューナッツを意味する。バルフィは濃縮した牛乳と砂糖、その他の材料 (ドライフルーツや香辛料など) で作られることが多い。カジュカトリはバルフィに似ているが、バルフィと異なり、通常は牛乳は入っていない。ケサールカジュカトゥリにはサフランが使われている。
この料理は、カシューナッツを長時間（通常は一晩）水に浸し、その後ペースト状に挽いて作られる。砂糖水を、2本の指を浸して引っ張ったときに一本の糸状になるまで煮詰め、その後、挽いたカシューナッツに加える。ギー、サフラン（ケサール）、ドライフルーツを加えることもある。次に、ペーストを浅く平底の皿に広げて平らにし、一口大の菱形に切る。切り口は通常、食用の銀箔で飾られる。完成したお菓子の色は通常、ペーストに使用された材料とそれぞれの割合に応じて、白または黄色である。カジュ・カトゥリは、伝統的にヒンズー教のお祭りであるディワリの間に食べられる。